# Decapterus punctatus
Decapterus punctatus is een straalvinnige vis uit de familie van horsmakrelen (Carangidae), orde baarsachtigen (Perciformes), die voorkomt in de Atlantische Oceaan.

## Beschrijving
Decapterus punctatus kan maximaal 30 centimeter lang en 300 gram zwaar worden. Het lichaam van de vis heeft een langgerekte vorm.
De vis heeft twee rugvinnen met in totaal negen stekels en 30 - 34 vinstralen en twee aarsvinnen met in totaal drie stekels en 26 tot 29 vinstralen.

## Leefwijze
Decapterus punctatus is een zoutwatervis die voorkomt in subtropische wateren. De soort is voornamelijk te vinden in zeeën en koraalriffen. De diepte waarop de soort voorkomt is maximaal 100 meter.
Het dieet van de vis bestaat hoofdzakelijk uit dierlijk voedsel, zowel macrofauna als andere soorten visjes.

## Relatie tot de mens
Decapterus punctatus is voor de beroepsvisserij van beperkt belang.